# Старые Богады
Старые Богады (баш. Иҫке Боғаҙы) — село в Буздякском районе Республики Башкортостан Российской Федерации. Центр Арслановского сельсовета.

## География

### Географическое положение
Расстояние до:
- районного центра (Буздяк): 18 км,
- ближайшей ж/д станции (Буздяк): 11 км.

## История
Село под названием Богады было основано в начале XVIII века по договору о припуске башкирами деревни Богады Енейской волости Казанской дороги (ныне село Старые Бугады Актанышского района Татарстана) на вотчинных землях башкир Канлинской волости Казанской дороги.

## Население
| 2002 | 2009 | 2010 |
| ---- | ---- | ---- |
| 504  | ↗559 | ↘547 |

Согласно переписи 2002 года, преобладающие национальности — татары (70 %), башкиры (29 %).

## Религия
В селе есть мечеть.